# جزيرة فلندرز

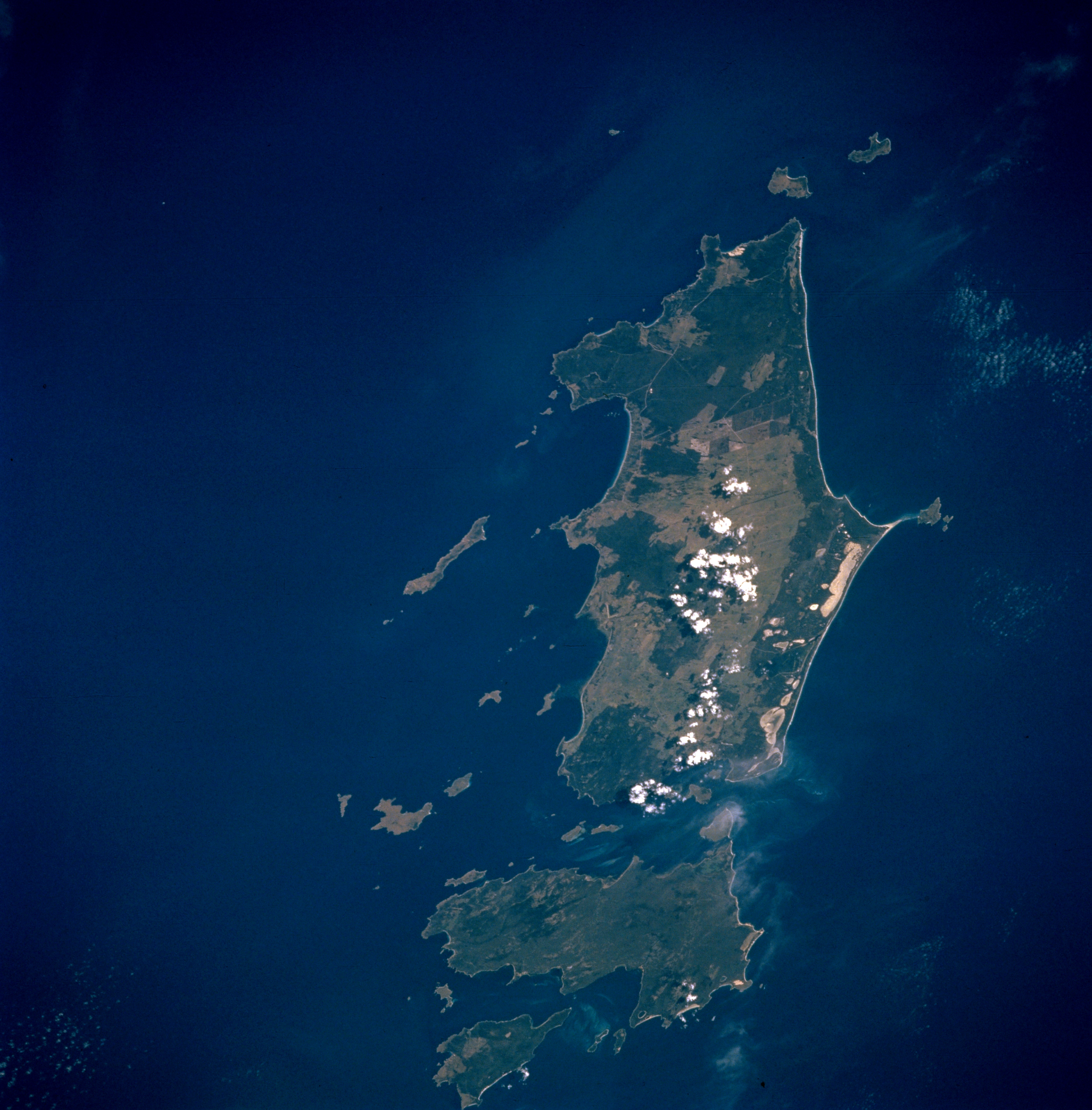
جزيرة فلندرز

جزيرة فلندرز، (Flinders Island). أكبر جزيرة في مجموعة فورنو، هي جزيرة مساحتها 1،367 كيلومتر مربع (528 ميل مربع) تقع في مضيق باس ، شمال شرق جزيرة تسمانيا. جزيرة فلندرز هي جزء من ولاية تسمانيا ، أستراليا.

## الموقع
وتقع على بعد 54 كم (34 ميل) من كيب بورتلاند وتقع على 40 درجة جنوبًا ، وهي منطقة تعرف باسم فوررينز رورينغ.